# Illuminati (historieta)
Los Illuminati son una sociedad secreta y un grupo de superhéroes que aparecen en los cómics estadounidenses publicados por Marvel Comics. Los personajes unieron fuerzas y trabajaron en secreto detrás de escena. Se estableció, mediante retrocontinuidad, que los Illuminati existían en su primera aparición publicada en New Avengers # 7 (julio de 2005), escrito por Brian Michael Bendis. Su historia fue discutida en el especial New Avengers: Illuminati (mayo de 2006). Se reveló que el grupo se formó muy poco después de La Guerra Kree-Skrull.
Los Illuminati aparecieron en la película Doctor Strange en el multiverso de la locura (2022), parte del Universo cinematográfico de Marvel, como un equipo de héroes de un universo alternativo conocido como Tierra-838.

## Creación editorial
Su creador, Bendis, explicó que quiso basar a los Illuminati en organizaciones como el Consejo de Seguridad de las Naciones Unidas, o reuniones secretas como las que se realizan a "puerta cerrada" en la Casa Blanca, agregó que «Estoy intentando crear la historia de Marvel que no era conocida por el lector antes.»

## Miembros

#### Grupo original
- Iron Man (Tony Stark): uno de los líderes de los Vengadores y representante de la tecnología.
- Reed Richards: El Líder de Los 4 Fantásticos y representante de la ciencia.
- Doctor Strange: el Hechicero Supremo y representante de la magia y lo místico.
- Black Bolt: El Rey y representante de los Inhumanos
- Charles Xavier: El líder y fundador de X-Men, representó a los mutantes. Fue asesinado durante los sucesos de Avengers vs. X-Men por Cíclope
- Namor: El Rey de la extinta Atlantis. Salió del equipo y formó un nuevo grupo llamado Camarilla.

#### Otros miembros
- Beast/Dr. Henry McCoy: Miembro fundador de los X-Men y representante de la sociedad Mutante. Reemplaza a Charles Xavier.
- Pantera Negra/T'Challa: Rey de Wakanda. Inicialmente, se negó a formar parte del grupo, pero luego se incorporó para detener la amenaza de las Incursiones.
- Hulk/Bruce Banner/Doc Green: Miembro de los Vengadores. Al exponerse al nuevo Virus Extremis, la personalidad de Hulk está combinada con la inteligencia de Banner, siendo este más listo y llamándose a sí mismo el Doc Green.
- Capitán Britania/Brian Braddock: Miembro de los Corporación Capitán Bretaña, protectores del multiverso.
- Amadeus Cho: Una de las jóvenes mentes más brillantes del mundo.

- Medusa: reina de los Inhumanos. Ocupó temporalmente el lugar de su esposo luego de la muerte de este.

- Capitán América/Comandante Steve Rogers: Miembro de Los Vengadores y secretario de defensa estadounidense. El Doctor Strange le borró todos los recuerdos sobre el equipo.

- Ant-Man/Dr. Hank Pym: Una de las mentes más brillantes del mundo y creador de las Partículas Pym. Desapareció después de fusionarse con Ultron.

El grupo se forma en algún momento de las secuelas de la Guerra Kree-Skrull, y probablemente después de la guerra Avengers / Defensores. Iron Man se da cuenta de que cada uno de los miembros individuales tenían información sobre estas razas alienígenas de antemano, y que podría haber dejado colectivamente. Que reúne a los Illuminati con la Pantera Negra en Wakanda, y propone que formen un gobierno de superhumanos. Namor se niega, con el argumento de que demasiadas personas ajenas superhéroes son violentos (como Hawkeye y Quicksilver, tanto antiguos criminales). Xavier se niega con el argumento de que los mutantes ya se temía y odiaba, y si Iron Man cree que puede luchar contra esto con superhéroes emblemáticos, que dará lugar a héroes siendo temido y odiado tanto como mutantes. Doctor Extraño rechaza el argumento de que son demasiados héroes antisistema y que el grupo que Iron Man ha reunido para formar un órgano de gobierno no sería "anti-sistema", sino más bien una forma de "contra-establecimiento». El grupo, sin embargo, acordó reunirse para intercambiar información con regularidad. La única persona que presente, de plano se niega a cumplir o incluso participar con los demás es la Pantera Negra, que teme la asociación va a terminar en menos de acciones altruistas.

## New Avengers Special: Illuminati
En este cómic se explica la formación del extraño grupo de héroes que fue visto por primera vez durante el arco argumental de Sentry en New Avengers N.º 7. El guion estuvo a cargo de Brian Michael Bendis, el artista escogido fue Alex Maleev, la portada fue realizada por Gabrielle Dell'Otto y cuenta con un total de 48 páginas. El especial también pretende dar mayor unidad al Universo Marvel.
Bendis, con ayuda de Brian Reed como coescritor y Jim Cheung como artista, termina de revelar todas las acciones en las que el grupo se vio involucrado con la producción de cinco cómics más: New Avengers: Illuminati N.º 1-5.

## Historia

### Origen
La culminación de la Guerra Kree-Skrull dio paso a la reunión convocada por Iron Man de varios superhéroes en el palacio de T'Challa, Wakanda. Allí, asistieron, Black Panther, el rey de Wakanda; Charles Xavier/Profesor X, director del Instituto para jóvenes super-dotados; Doctor Strange, el Hechicero Supremo; Namor, rey del Atlantis; Reed Richards/Mr. Fantástico líder de los 4 Fantásticos y, Black Bolt rey de los Inhumanos. Stark es quien lidera la conversación y luego de que todos se presentaran formalmente, Iron Man de una manera muy sutil culpa a los presentes por el conflicto bélico que se desató en la Tierra entre ambas razas extraterrestres, alegando que todos sabían que dichas razas se encontraban en guerra, por lo que propone una estructura más unificada entre ellos y el intercambio de la información, los recursos y la tecnología que cada miembro posee, para que en caso de que se suscite un nuevo enfrentamiento entre los alienígenas, estén preparados. En un principio Namor, con un rudo «No», se niega a participar, alegando que Iron Man nunca tuvo la suficiente capacidad para manejar a los Vengadores, mucho menos entonces para controlar a un grupo mayor. Reed, Dr. Strange y Charles también ven complicado el asunto de la unificación, exponiendo que las personas tendrán un motivo para odiar a los héroes por igual, su unión con los mutantes. T'Challa, argumenta que superhéroes como Spider-Man, Daredevil y él mismo, son "rebeldes"; no son antisistema, pero tampoco pertenecen a él. Namor le explica a Iron Man por qué no funcionará, diciendo que dentro de su equipo (los Vengadores) hay personajes con mala reputación, como Hawkeye, Bruja Escarlata y otros, agregando el hecho de que hay mutantes asesinos y de que el hermano de Black Bolt fue quien planeó la invasión Kree de la Tierra. Namor cede, con la condición de no revelar a nadie sobre ninguna de sus reuniones, ni confiar en sus familiares o amigos. Cuando se ve que todos llegan a un acuerdo se vota para confirmarlo, sin embargo Black Panther, no lo está, alega que hubo un motivo por el cual los Skrull pudieron voltear la opinión pública en contra de los héroes, y eso fue por su ego. Al final de la conversación, T'Challa pregunta: «¿Qué pasará cuándo alguno de ustedes no esté de acuerdo con una decisión?». Se retira del lugar y les hace saber que deben retirarse lo antes posible.

### Los Skrull
Dispuestos a no permitir una segunda invasión de la Tierra a manos de ninguna raza extraterrestre, el equipo viaja al planeta de los Skrull. En el lugar, encuentran que los Skrull siguen lidiando con las consecuencias de la Guerra Kree-Skrull y realizan su advertencia de no volver a atacar la Tierra. Preparados para marcharse, se embarcan en el espacio pero un instante después, la nave es bombardeada y explota, los héroes logran salir a tiempo, pero solo para encontrarse con una flota de Skrulls que los persigue, para luego ser capturado.
Los Skrull rápidamente empezaron a realizar investigaciones en cada uno, acerca de la elasticidad de Richards, la armadura de Stark, las cuerdas vocales de Black Bolt, la humedad que requiere el cuerpo de Namor, los poderes de Xavier y la magia de Strange. En un intento de la civilización alienígena por averiguar más acerca de Stark, cambiaron de forma para semejarse a los Vengadores, liberaron a Tony, pero el supo que todo era falso, lo que le dio la oportunidad de vencerlos. Liberó a todos los demás, pero al no poseer su armadura su corazón comenzó a debilitarse por lo que Dr. Strange aplicó sobre Iron Man un conjuro. Abordaron una nave Skrull y partieron rumbo a la Tierra.

### Guante del Infinito
El Doctor Reed, en una de las reuniones secretas del equipo, les muestra a todos una de las Gemas del Infinito, por lo que todos se preguntan, como es que Richards consiguió una. Reed les responde que She-Hulk se la entregó luego de vencer a Titania. No solo le bastó con tener una gema, sino que en un maletín que trajo consigo a la reunión, había dos Gemas más y el Guante del Infinito. Mr. Fantástico le explica al grupo que si las gemas caen en manos equivocadas, el universo puede ser destruido. Namor es el primero en oponerse, pero Richards le explica que la última vez que las gemas fueron reunidas, el falleció y no quiere que vuelva a suceder. Finalmente el grupo acepta y se dividen para buscar las gemas en el universo.
Dr. Strange, Charles y Namor se unen en busca de la Gema Azul, viajan hacia la "conciencia del Universo", en donde se encuentran con un feroz monstruo y luego de vencerlo obtienen la gema que buscan.
Por su parte, Black Bolt, Iron Man y Mr. Fantástico abren un portal interdimensional, ayudados por la amplificación del sonido que emite el rey inhumano al gritar, por medio de un dispositivo construido por el líder de los 4 Fantásticos. Tony Stark, introudce su brazo en busca de la gema por el portal, segundos después la consigue. Sin embargo luego de sostenerla por unos minutos, Iron Man comienza a desintegrarse y desaparece por completo. Reed toma el Guante del Infinito y coloca la gema en su lugar, por lo que vuelve a reaparecer Iron Man. Con la llegada del segundo grupo solo falta una Gema, la del Tiempo, que al parecer es atraída por el poder de las otras cinco gemas. Cuando el Guante está completo aparece Uatu, más conocido como el Vigilante, les dice que ningún humano tiene la capacidad para comprender el poder del Guante. Al final, Reed, le da la razón al Vigilante y le entrega una gema a cada miembro del grupo para que las escondan es donde nadie sepa, ni siquiera entre ellos mismos y con el fin de que nadie las vuelva a utilizar.

### Beyonder
Finalizado el crossover Secret Wars, Charles le revela a los Illuminati que Beyonder, fue alguna vez un mutante que posterior a su exposición a la Niebla Terrigena, pasó a ser un Inhumano. Su presencia es sentida por el Profesor X cerca de un cinturón de asteroides, por lo cual todos los Illuminati, exceptuando a Iron Man, se alistan para partir en la misma nave que "robaron" de los Skrull, según Namor, al encuentro con Beyonder.
En medio del cinturón de asteroides, para horror de todos, Beyonder había creado una réplica exacta de la isla de Manhattan, solo para jugar, junto con todos los superhéroes. El mutante inhumano se sorprende con la llegada de los Illuminati, en especial con la de Black Bolt, al que reconoce claramente como su rey. Le ordenan que deje de jugar con el orden natural de las cosas y con la realidad. Él se lo toma muy a la ligera y les dice que el puede cumplir los deseos, por más imposibles que sean, de cada uno. Black Bolt lo reprime severamente y es convencido de abandonar el universo.

### Marvel Boy
Noh-Varr, es un guerrero Kree, más conocido como Marvel Boy ("Chico Marvel" en español), recientemente declaró la guerra y atacó a la Tierra, por lo que fue encarcelado. La tarea de los Illuminati, fue hacerlo cambiar de parecer, debido a que su encarcelamiento podría molestar a su raza. Los héroes exponen sus ideas acerca de que hacer con él; Namor propone darle una paliza, pero dicen que una idea muy radical y que será usada en última instancia; Iron Man, sin embargo, expone que habría que «sacarle las ideas de la cabeza», literalmente, para lo que se usaría el poder de Xavier. Charles le explica a Tony, que la mente no es una computadora, sino un organismo, y que no se pueden "sacar" ni "meter" ideas dentro de ella, que no es tan fácil y, que si lo fuera, los mutantes hace tiempo hubieran sido la clase social y política predominante del planeta.
En la prisión, los Illuminati visitan a Marvel Boy, Namor lo ataca brutalmente al inicio, pero Xavier, mediante ilusiones, le hace ver que los Kree y los Humanos comparte una historia. Reed comparte con Noh-Varr una visión del pasado en la que se ve al Capitán Marvel, explicándole que para los habitantes de la Tierra él era un héroe y que también era un Kree. Los Illuminati cumplen con su cometido, le hacen ver al chico que no es correcto destruir un planeta, a pesar de esto, Noh-Varr no es liberado de prisión, le dicen que él mismo debe ganarse su salida.

### Exilio
La actual exagente de operaciones, Maria Hill, en una de sus conversaciones con Iron Man, le habla acerca de las 26 personas, 2 niños y un perro, que fallecieron mientras luchaban Hulk y The Thing en las Vegas. «Ya no se controla», alega Iron Man. Hill, lo acusa de dejar que esas cosas sucedan, explicándole con un ejemplo: Spiderman es culpable de que Norman Osborn asesine a personas inocentes porque Spidey ha sido el único en tener a Osborn agarrado por la garganta y no hacer lo que debe, en cambio le da unos golpes y lo envía a prisión para que este se escape nuevamente y vuelva a asesinar. Stark se retira de la base de S.H.I.E.L.D. y convoca de inmediato a una reunión a los Illuminati. Se reúnen en la Hidro-base, antigua base de los Vengadores, Charles Xavier no asiste debido a su desaparición luego de los eventos de House of M. Allí Tony le explica al equipo sobre las muertes que constantemente provoca Bruce Banner cada vez que se transforma en el gigante esmeralda.
Lo único que se puede hacer es exiliarlo al espacio. Describe cómo y cuándo. Namor no se ve alegre con el plan tramado por Iron Man y comienza una discusión, todos en contra de Namor. Todos votan a favor de enviar a Hulk al espacio, en donde no lastimará a nadie, pero Namor, vota en oposición a la propuesta. Iron Man termina de retar al Rey de Atlantis y comienza una pelea entre ambos, en la cual Stark es lanzado violentamente al océano, en donde estuvo a punto de lograr su cometido de ahogar a Tony después de quitarle la máscara. El rey atlante se despide diciendo que Black Panther estaba en lo correcto y que tarde o temprano Hulk regresará para vengarse.

### Acta de Registro de Superhumanos
En la última conversación del grupo, excluyendo nuevamente a Xavier, Anthony Stark les informa que el gobierno de Los Estados Unidos esta por lanzar un proyecto de ley, un Acta de Registro de Superhumanos. Les habla de que quien se le oponga será visto como un criminal y traidor. Asimismo, quien esté a favor de ella se le asignará un trabajo en la unidad correspondiente de S.H.I.E.L.D. Namor, como era previsible, lo acusa primero de deshacerse de Hulk y ahora, de todos los superhumanos. Iron Man le explica que:

«Un héroe, probablemente joven, miembro de los Jóvenes Vengadores o esos chicos en Los Ángeles... Un tanto descuidado, pero con suerte, cometerá un error, intentando hacer un acto heroico, salvando la vida de alguien. Tomará la izquierda en vez de la derecha... Personas morirán. Puede que suceda en vivo por televisión, o sera grabado y lo pasaran una y otra vez como el caso de Rodney King... Todo eso frente al mundo. El país se dividirá en dos. Se formarán bandos, amigo contra amigo y lo que antes eran enemigos se encontrarán luchando por la misma causa. Amigos que fallezcan a manos de antiguos compañeros. Será eso lo que suceda. A pesar de esto, solo si nos unimos ahora representado esta ley, la podremos difundir...»

Dr. Strange y Black Bolt se niegan a aceptar la propuesta, no resulta ser el caso de Richards quien está de acuerdo con Iron Man. Ambas partes, pro y contra, exponen sus puntos de vista, pero el daño ya fue hecho y esa misma noche los Illuminati quedan disueltos para siempre.

### Civil War
Durante el conflicto conocido como Civil War, los Illuminati no operaron como grupo debido a su separación. Por encima de esto, sus miembros por separado si lo hicieron. Iron Man junto a Mr. Fantástico lideraron al bando en pro del Acta de Registro. Dr. Strange, se mantuvo meditando y no intervino en los enfrentamientos. Namor, por su parte, solo entrometió cuando mejor le favorecía; junto a Wolverine atrapó al villano Nitro, responsable por la muerte de Namorita, prima de Namor. En la batalla final entre ambos grupos pro y contra el Acta de Registro Namor condujo a un ejército de guerreros atlantes a la superficie con el luchó ayudando al Capitán América. Black Bolt y los Inhumanos, no se entrometieron en el combate de ambos grupos, pero iniciaron su propio conflicto llamado Silent War con Estados Unidos. Por otro lado Pantera Negra al principio decide no intervenir pero cuando ambos bando le piden ayuda se va por el bando de Capitán América.

### World War Hulk
Durante Civil War, Amadeus Cho, descrito como la séptima persona más inteligente del mundo, contacta a Reed Richards para informarle acerca de que Hulk no aterrizó en el planeta deseado. Y, cuando el gigante verde, regresa a la Tierra en una nave espacial, acompañado por los Warbound, busca vengarse de los Illuminati. Antes de llegar al planeta, Hulk pasa por la Luna, en donde derrota al Rey de los inhumanos. En su llegada a Nueva York, su primer acto fue informarle al mundo de los actos de los Illuminati para luego revelar al moribundo Black Bolt y lanzarlo desde la nave. Les da a los héroes 24 horas para evacuar a toda la ciudad. Mientras Hulk se dirige a la mansión de los X-Men y enfrenta al grupo hasta que Xavier se muestra, pero le hace saber que la población de mutantes disminuyó abruptamente después de los eventos de House of M, y la mole verde decide que ya sufrieron suficiente y se marcha. Su siguiente objetivo es la ciudad de Manhattan, previamente evacuada, en donde lucha a muerte con Iron Man, utilizando el "Hulkbuster", en la batalla destruyen la Torre Stark y finalmente Tony es hecho prisionero. Lo mismo ocurre con Mr. Fantástico, que a pesar de la ayuda de los 4 Fantásticos y de algunos miembros temporales como Black Panther y Storm, es derrotado. Dr. Strange, usa al máximo sus poderes, entra en la mente de Hulk, pero esto no le funciona y como último recurso invoca el espíritu del demonio Zom, sin embargo sus nuevos poderes se descontrolan y estuvo a punto se asesinar a varios civiles en su batalla con Hulk. Los civiles fueron rescatados por el propio Hulk, esta acción debilita al Doctor lo suficiente para ser vencido y hecho prisionero.
En Madison Square Garden, se prepara una especie de campo de batalla y los Illuminati se ven forzados a luchar entre ellos mismos, debido a los collares de obeciencia que les fueron colocados previamente. Hulk los separó antes de que pudieran matarse los unos a los otros, desmostrándole que ellos son los violentos y no él, diciendo: «Hemos venido por Justicia. Nadie en este planeta ha muerto, ni morirá por nuestra mano». Para el momento, llega Sentry y comienza una lucha sin precedente. Sentry se descontroló por completo y Hulk tuvo que hacerse cargo de este. al final de la batalla la mole esmeralda es quien queda de pie, los Illuminati dejan de ser culpables por la explosión en Sakaar, el planeta en que habitó Hulk en su exilio, y por la cual murieron su amante y su futuro hijo, ya que Miek, uno de los guerreros acompañantes de Hulk, se responsabiliza, haciendo estallar de ira al héroe verde. Para no destruir al mundo, Hulk pide que lo neutralizen y así lo hacen. Namor no sufre la rabia del coloso esmeralda debido a su decisión de no expulsar a Bruce Banner del planeta.

### Secret Invasion
Iron Man convoca a los Illuminati luego de que Ronin asesinara a Elektra y esta resultara ser un Skrull. Tony Stark cree que ese Skrull representa una Invasión Secreta y que el grupo es el responsable (Luego de viajar al planeta de los Skrull años atrás). Sus sospechas son confirmadas cuando Black Bolt se revela como uno de los Skrull y los cinco Illuminati restantes son, a penas, capaces de derrotarlo. Pronto comienzan su búsqueda por derrotar a los Skrull restantes, pero se dan cuenta de que es inútil, ya no pueden confiar entre ellos mismos.

### Regreso
El villano conocido como Hood, escapó de prisión y, con información recopilada gracias el inhumano Ertzia, fue a buscar la gema del Infinito poseída por Black Bolt, la de la realidad, en su antigua base en los Himalayas. Usando el poder para que lo que desee se cumple, Hood se infiltra al Edificio Baxter y roba la gema de poder. Tras vencer a Hulk Rojo, Hood sigue en busca de las otras gemas. Hulk Rojo llega a la Torre de Los Vengadores y les avisa lo sucedido, secretamente Iron Man se junta con los Illuminati, estando Medusa en el lugar del difunto Black Bolt. Mientras el grupo iba a investigar la escena del crimen en los Himalayas, Los Vengadores llegan, descubriendo el secreto que Los Illuminati eran. Hulk Rojo, Thor y Namor van por la gema del tiempo. Xavier, Bestia, Wolverine, Maria Hill, Ms. Marvel, Medusa, Puño de Hierro, Ant-Man, Máquina de Guerra y Spider-Woman por la gema de la mente. Luke Cage, Jessica Jones, Steve Rogers, Mr. Fantástico, Ojo de Halcón, Pájaro Burlón, Viuda Negra, Valkiria, Spider-Man, Protector, La Mole, Doctor Strange, Sharon Carter y Iron Man van por la gema del espacio, donde Hood ya estaba, logrando robársela. Hood llega a donde la gema del tiempo y se enfrenta a Hulk Rojo, Thor y Namor, logra obtener la gema del tiempo, pero Hulk Rojo le quita la de poder. Todos los que estaban peleando llegan donde Hood se robó la del espacio y antes de enfrentarse a todos Los Vengadores presentes se va a buscar la gema de la mente, logra conseguirla y se va a buscar la última gema, la del alma. Se encuentra en el plano astral donde Doctor Strange, disfrazado como Thanos, trata de quitársela. Los Vengadores llegan y Hulk Rojo usa la gema del poder para enfrentarse con su fuerza, ahora infinita a Hood. Hood solo queda con la gema de la realidad. Antes de poder usarla, Iron Man aparece con el Guantelete del Infinito y las cinco gemas restantes, ya que las gemas están conectadas, la que tenía Hood se reúne con las otras. Iron Man se convierte en el primer ser humano en poseer por completo El Guantelete del Infinito, entonces manda a Hood de vuelta a prisión y desea que las gemas y el guantelete desaparezcan. En verdad, Stark no hizo desaparecer el Guantelete del Infinito y divide de vuelta las gemas entre Los Illuminati, ahora con Steve Rogers ocupando el lugar de Black Bolt.

### Colisión de universos
T'Challa (Pantera negra), que negó la invitación de ser miembro del equipo en sus inicios, observó como una Tierra fue destruida en un universo diferente por el cisne negro, una sobreviviente de incursiones que informa que cada ocho horas una nueva incursión amenazara con destruir los universos correspondientes si una de las dos Tierras en incursión no es destruida, por lo que se decidió hacer una nueva reunión de Illuminati. 
Decididos a usar el Guantelete del Infinito para alejar la inminente aproximación de la otra Tierra intentan recuperar las gemas, el Profesor X dejó un recuerdo en Bestia en caso de su ausencia para ceder el lugar en los illuminati dando la posesión de la última gema. Por votación Steve Rogers es quien usa el Guantelete alejando la otra Tierra del colapso pero destruyendo las gemas en el proceso, por consiguiente Rogers avisa al equipo que sabe sobre las otras soluciones que pueden pensar para que no se destruyan los universos: destruir la otra Tierra, por lo que se toma la decisión de expulsarlo del equipo usando un hechizo del Dr Extraño para borrar sus recuerdos.
Poco tiempo después con otra incursión donde la otra Tierra es amenazada por un Galactus del otro universo se oponen a dejar morir a esa Tierra enfrentando a su heraldo Terrax que terminó en la consumación del planeta por Galactus pero con la captura de Terrax.

### INFINITY
Los Vengadores unen fuerzas con un equipo de resistencia para detener a una raza alienígena ancestral de destruir el universo dejando en la Tierra a Stark pensando que planearia un último esfuerzo en caso de que fracasen, pero en realidad espera con los Illuminati la nueva incursión.
En otro lugar Thanos con un ejército y un equipo que se hace llamar "la orden negra": Corvus Glaive, Black Dwarf, Ebony Maw, Proxima Midnight, y Supergiant planean invadir la Tierra, Black bolt conoce el secreto tras esta acción, Thanos planea matar a su propio hijo mitad inhumano oculto en una población inhumana escondida así que mantiene un confrontamiento con Thanos mientras el resto descubre que la incursión es de un planeta sin vida consiente, y lo destruyen.
Los Illuminati logran repeler la invasión no sin perdidas, Wakanda que declaró la guerra a la Atlántida en los acontecimientos de "Avengers vs. X-Men" fue devastada después de una victoria a causa de información falsa sobre la ubicación de la gemas del infinito proporcionada por Namor en venganza por la destrucción de la Atlántida.
Con la captura de Thanos, Proxima Midnight y Corvus Glaive (sin saber que al morir revive por su lanza) con ayuda de Thane, el hijo de Thanos, los Illuminati retoman su objetivo, detener incursiones.

### Original Sin
Bruce Banner analiza el nuevo equipo de Vengadores y los proyectos de Stark los cuales incluyen diseños de Mr Fantástico, Pantera negra e incluso de Bestia sospechando que son para algo grande, la colisión de universos, acusando de volver a unir a los Illuminati, después de explicar la situación, se toma la decisión de añadir a Hulk en el equipo.
Después de los eventos de Original Sin, Steve Rogers recuerda lo sucedido y se dispone a detener a los Illuminati con la ayuda de Los Vengadores empezando con Tony Stark a quien no logra vencer.

## Camarilla
La Camarilla era una contraparte más villana y antiheroica de los Illuminati, formada por los supervillanos y antihéroes Norman Osborn, Doctor Doom, Hood, Loki, Emma Frost, Magneto y Namor.
Más tarde, Namor forma una segunda encarnación de la Camarilla para combatir las incursiones que está formada por él mismo, Thanos, Maximus el Loco, Terrax, Black Swan y los miembros del Orden Negro Corvus Glaive y Proxima Midnight.

## Otras versiones

### House of M
En el otro de los crossover más recientes de la editorial Marvel, llamado House of M (conocido con el nombre de Dinastía de M), existe un enigmático grupo que se hace llamar "The Council of Kings" ("El Consejo de Reyes" en español), formado por distintas personas en representación de los diferentes reinos existentes en la realidad de House of M. Ellos son: Black Bolt, rey de los Inhumanos; Black Panther en nombre de Wakanda; Namor gobernante de los atlantes; Storm como representante de Kenia; Sunfire en representación de su país natal, Japón y, finalmente, pero no menos importante, Victor von Doom como gobernante de Latveria.
El grupo se encontró por primera vez para evaluar el ataque que realizó Magneto en nombre de Apocalipsis, al pueblo de Wakanda. Todos, al igual que los Illuminati originales, votan para ayudar al pueblo de T'Challa y todos excepto Doom, acuerdan ir en su ayuda.

## En otros medios

### Televisión
- Los Illuminati se mencionan en el episodio "Tales of Suspense" de The Super Hero Squad Show. War Machine le dice a Iron Man que tenía que cubrirlo cuando manejaba los Illuminati.

### Película

#### Animación
- Los Illuminati aparecen en el Planeta Hulk, que consiste en Iron Man, Doctor Strange, Mister Fantástico y Black Bolt. Ellos aparecen en una grabación explicando a Hulk por qué lo enviaron lejos de la Tierra.[16]

#### Acción en vivo
- Los Illuminati aparecen en el largometraje Doctor Strange en el multiverso de la locura (2022), ambientado en Marvel Cinematic Universe.[17] Esta versión consiste en Karl Mordo (Chiwetel Ejiofor), Capitana Carter (Hayley Atwell), Black Bolt (Anson Mount), Capitana Marvel (Lashana Lynch), Reed Richards (John Krasinski) y Charles Xavier / Profesor X (Patrick Stewart). En la película, la variante MCU (designada como "Tierra 616") de Stephen Strange y América Chávez son arrestados por Mordo por las acciones de Strange contra el multiverso y Chávez es un peligro para él. Los Illuminati explican que Strange, que era un exmiembro antes de que Mordo tomara su lugar, se volvió egoísta e imprudente cuando Thanos invadió su universo (designado como "Tierra 838"), lo que lo llevó a ser ejecutado por los Illuminati. Bruja Escarlata ataca repentinamente la sede de los Illuminati y mata a todos los miembros. Sin embargo, Charles entra en la mente de Bruja Escarlata en un intento de liberar a Wanda Maximoff, con la esperanza de destruir a Bruja Escarlata, pero finalmente falla y es asesinado por Bruja Escarlata.